# Josep Serradell
Josep Serradell Pérez (Canals, Valencia, 1917-Mataró, 2004), conocido clandestinamente como Román, fue un dirigente comunista español.

## Biografía
Hijo de un obrero ferroviario, cuando era pequeño su familia se trasladó a Tortosa. Comenzó a trabajar como aprendiz de impresor y en 1936 ingresó en el Partido Socialista Unificado de Cataluña (PSUC). Después de la Guerra Civil se exilió en Francia, donde fue detenido poco después debido sus actividades políticas clandestinas.
"Román" también realizó diversos viajes a Moscú y, clandestinamente, a Barcelona.
Juntamente con su compañera, Margarida Abril, participó en la reorganización del PSUC en el interior. Fue secretario de organización del PSUC de 1948 a 1982, se opuso al eurocomunismo, y se alineó con el sector prosoviético liderado por Pere Ardiaca. Expulsado del PSUC en 1982, fue uno de los fundadores del Partit dels Comunistes de Catalunya (PCC) y miembro de su Comité Central.